# Oued ed Dahab-Lagouira
Oued ed Dahab-Lagouira (arabisch وادي الذهب لكويرة) war bis zur Verwaltungsreform von 2015 die südlichste administrative Region Marokkos. Sie hatte ca. 145.000 Einwohner (Schätzung 2009); die Hauptstadt war Dakhla.
Die Region bestand aus folgenden Provinzen:
- Aousserd
- Oued ed Dahab

Die Region lag vollständig auf dem Gebiet der Westsahara. Die Nordgrenze der Region verläuft etwas nördlicher des Mauretanien zugesprochenen Gebiets vom Teilungsplan für Spanisch-Sahara vom April 1976. Mauretanien hatte von 1976 bis 1979 den Süden der Westsahara zur Provinz Tiris el-Gharbia („West-Tiris“) erklärt und in die Distrikte Dakhla, Aousserd, Tichla und Argoub eingeteilt.
2015 ging die Region Oued ed Dahab-Lagouira in der neuen Region Dakhla-Oued Ed-Dahab auf.